# Лобановський Гліб Іванович
Лобановський Гліб Іванович (30 серпня 1934 — 11 листопада 2002) — український медик-дерматолог, 1974 — доктор медичних наук, 1976 — професор.

## З життєпису
Закінчив Одеський медичний інститут, в 1958—1961 роках працював дерматовенерологом Каларашського району Молдавської РСР.
Починаючи 1962 роком працює в Одеському медичному інституті — клінічний ординатор, аспірант, асистент кафедри шкірних та венеричних хвороб.
1964 року захищає кандидатську дисертацію, 1973 — докторську дисертацію «Зміни шкіри і слизових оболонок від впливу хімічних речовин у робітників Чорноморського, Азовського, Дунайського пароплавств».
З червня 1974 по жовтень 2002 року очолював кафедру шкірних і венеричних хвороб Одеського медичного інституту.
1976 року затверджений у вченому званні професора.
В тому часі на кафедрі працювала доктор медичних наук Ковальова Людмила Миколаївна.
Опубліковано понад 300 його наукових праць, з них — більш ніж 100 раціоналізаторських пропозицій, 20 методичних рекомендацій й інформаційних листів, десять винаходів.
В дослідженнях приділяв увагу:
- пошуку ефективніших методів лікування та профілактики захворювань, що передаються статевим шляхом,
- професійним дерматозам від впливу лакофарбових матеріалів у морському регіоні,
- ролі реактивності організму в патогенезі алергодерматозів, вірусних дерматозів, нейродерматозів,
- вдосконаленню терапії та санаторно-курортному лікуванню найбільш розповсюджених хронічних дерматозів.

Як педагог підготував 16 кандидатів наук.
Видано під його редакцією два навчальних посібники:
- 2000 — «Шкірні та венеричні хвороби», співавтори — Зелінська Лідія Іванівна, Лебедюк Михайло Миколайович, Федчук Володимир Петрович, «АстроПринт»
- 2002 — «Дерматовенерологія».

Входив до складу редакційної колегії журналу «Дерматовенерологія, косметологія, сексопатологія».